# Strange World
Strange World е песен от дебютния албум на британската хевиметъл група Iron Maiden. Написана е от Стив Харис и разказва за анти-утопично общество, в което хората не остаряват. Измежду всичко останало певецът споменава и че „усмихнатите лица са такава рядкост“. Песента, която винаги я предхожда е „Transylvania“, тъй като инструменталът перфектно допълва „Strange World“.

## Състав
- Пол Ди'Ано – вокал
- Дейв Мъри – китара
- Денис Стратън – китара
- Стив Харис – бас
- Клиф Бър – барабани

|  | Тази страница частично или изцяло представлява превод на страницата Strange World (song) в Уикипедия на английски. Оригиналният текст, както и този превод, са защитени от Лиценза „Криейтив Комънс – Признание – Споделяне на споделеното“, а за съдържание, създадено преди юни 2009 година – от Лиценза за свободна документация на ГНУ. Прегледайте историята на редакциите на оригиналната страница, както и на преводната страница, за да видите списъка на съавторите. ВАЖНО: Този шаблон се отнася единствено до авторските права върху съдържанието на статията. Добавянето му не отменя изискването да се посочват конкретни източници на твърденията, които да бъдат благонадеждни. |

1. ↑  ironmaiden.com //   Посетен на 25 ноември 2017 г.